# Víctor Ríos
Víctor Ríos Ojeda (Pilar, 10 de marzo de 1971) es un político, jurista y catedrático universitario paraguayo. Desde 2005 ocupa el cargo de rector en la Universidad Nacional de Pilar. En 2021, fue nombrado como ministro de la Corte Suprema de Justicia de Paraguay. Previamente, representó al Departamento de Ñeembucú como diputado de 2008 a 2018, ocupó el puesto de ministro de Educación y Cultura entre 2011 y 2012, y se desempeñó como senador desde 2018 hasta 2021, cuando dejó su cargo para asumir como ministro de la Corte Suprema de Justicia.

## Formación académica
Víctor Ríos es doctor en ciencias jurídicas por la Universidad Nacional de Pilar, donde su tesis doctoral trató sobre la punibilidad de la tentativa inidónea en el Código Penal del Paraguay, obteniendo la calificación cum laude en 2005. Además, es especialista en derecho penal por la Universidad Nacional del Nordeste, Argentina, graduado en 2002. Completó cursos de posgrado en didáctica superior universitaria y metodología de la investigación en la Universidad Nacional de Pilar en 2001. Previo a su formación de posgrado, obtuvo su título de abogado en la Universidad Nacional del Nordeste, Argentina, en 1998. Sus estudios secundarios los realizó en el Centro Regional de Educación Pilar (CREP), donde se graduó como bachiller en ciencias y letras en 1988. Adicionalmente, ha participado en cursos y eventos académicos internacionales, incluyendo el curso de técnica legislativa en la Academia Legislativa del Senado en 2018, y diversos congresos y seminarios en áreas como derecho, educación y ciencias sociales desde 2013 hasta 2018. Asimismo cursó una maestría en política y gestión universitaria en la Universidad Pompeu Fabra.

## Publicaciones
- El concepto de la fuerza en la jurisprudencia de la Corte Suprema de Justicia, en coautoría con el profesor Nelson Pessoa, artículo publicado en la revista La Ley, Paraguay, marzo de 2003.
- La tentativa, libro publicado por la editorial BI.JU.PA. SRL. Asunción, Paraguay.

## Trayectoria universitaria
Ríos fue profesor encargado de varias cátedras de la Facultad de Derecho, Ciencias Sociales y Políticas de la Universidad Nacional de Pilar (UNP) a lo largo de su trayectoria por la misma, como derechos humanos, filosofía del derecho (año 2000), derecho internacional público (años 1999 y 2000), política internacional contemporánea (años 1999, 2000 y 2002), derecho penal I (año 2002), derecho procesal penal (año 2005) y profesor asistente de derecho penal II (2007 hasta la fecha).
En la Facultad de Humanidades de la UNP, se desempeñó como profesor encargado de la cátedra de filosofía de la educación (año 1999), y en la Facultad de Ciencias Contables, Administrativas y Contables como profesor encargado de quiebras (año 1999 hasta la actualidad).
Fue presidente de la Asociación de Universidades Públicas del Paraguay, en los períodos 2005-2006 y 2008-2009. Es rector de la Universidad Nacional de Pilar desde el 2005 hasta la actualidad.

## Carrera política
Víctor Ríos ha ocupado cargos en los poderes Legislativo y Judicial. Siendo candidato por el Partido Liberal Radical Auténtico (PLRA), fue electo diputado por el departamento de Ñeembucú para el período 2008-2013. Durante su gestión, presidió la Comisión de Educación, Cultura y Culto en los periodos 2008-2009 y 2009-2010, así como la Comisión Bicameral para el Estudio de la Reforma de la Educación Superior en 2009-2010. En el transcurso de su período, obtuvo licencia por parte de la Cámara de Diputados para asumir como ministro de Educación y Cultura, cargo que ejerció entre 2011 y 2012.
En 2013, fue reelecto para un segundo período como diputado, desempeñándose hasta 2018.
Posteriormente, en 2018, asumió como senador para el período 2018-2023. No obstante, en 2021, presentó su renuncia al Senado para integrarse como ministro de la Corte Suprema de Justicia.